# Ленделеде
Ленделеде (на нидерландски: Lendelede) е селище в Северозападна Белгия, окръг Кортрейк на провинция Западна Фландрия. Населението му е около 5400 души (2006).